# Hana Doupovcová
Hana Doupovcová (* 2. července 1959 Uherské Hradiště) je česká politička, v letech 2008 až 2014 senátorka za obvod č. 81 – Uherské Hradiště, v letech 1998 až 2018 zastupitelka města Uherské Hradiště a v letech 2008 až 2012 zastupitelka Zlínského kraje, členka ČSSD.

## Vzdělání, profese a rodina
V roce 1982 absolvovala Fakultu potravinářské a biochemické technologie na Vysoké škole chemicko-technologické v Praze, poté nastoupila na Okresní hygienickou stanici v Uherském Hradišti, kde pracovala v laboratořích jako odborný pracovník ve zdravotnictví, v roce 1991 se stala vedoucí oddělení hygienických laboratoří. Po volbách v roce 2006 se na krátkou dobu vrátila do zdravotnictví.
Je vdaná, má dvě dospělé děti.

## Politická kariéra
V roce 1998 se zapojila do komunální politiky, když byla coby členka ČSSD zvolena do zastupitelstva města Uherské Hradiště. Tento post obhájila následně ve volbách v letech 2002, 2006, 2010 a 2014, navíc v letech 2002 – 2006 byla místostarostkou města. Ve volbách v roce 2018 opět kandidovala za ČSSD, ale tentokrát neuspěla. Zvolena nebyla ani ve volbách v roce 2022.
V letech 2008-2012 byla zastupitelkou Zlínského kraje. Do svého zvolení do senátu byla asistentkou předsedy Poslanecké sněmovny PČR Miloslava Vlčka.
V senátních volbách 2008 se stala členkou horní komory českého parlamentu, kdy v prvním kole porazila tehdejšího senátora Josefa Vaculíka z KDU-ČSL v poměru 30,82 % ku 27,45 % hlasů. Ve druhém kole byl rozdíl hlasů těsnější, přesto byla Hana Doupovcová zvolena se ziskem 50,99 % hlasů.
Ve volbách do Senátu PČR v roce 2014 obhajovala za ČSSD mandát senátorky v obvodu č. 81 – Uherské Hradiště. Se ziskem 9,45 % hlasů však skončila na 6. místě a nepostoupila tak ani do kola druhého.